# Storia della Sardegna vandala
La storia della Sardegna vandala ebbe inizio in coincidenza dell'epilogo della lunga dominazione romana, alla metà V secolo, quando l'isola venne conquistata dai Vandali, popolazione germanica stabilitasi nell'Africa Proconsolare e nella Mauretania Cesariense. La Sardegna rimase vandala per circa ottant'anni, dal 456 al 534.

## Storia

### Origini e migrazioni dei Vandali

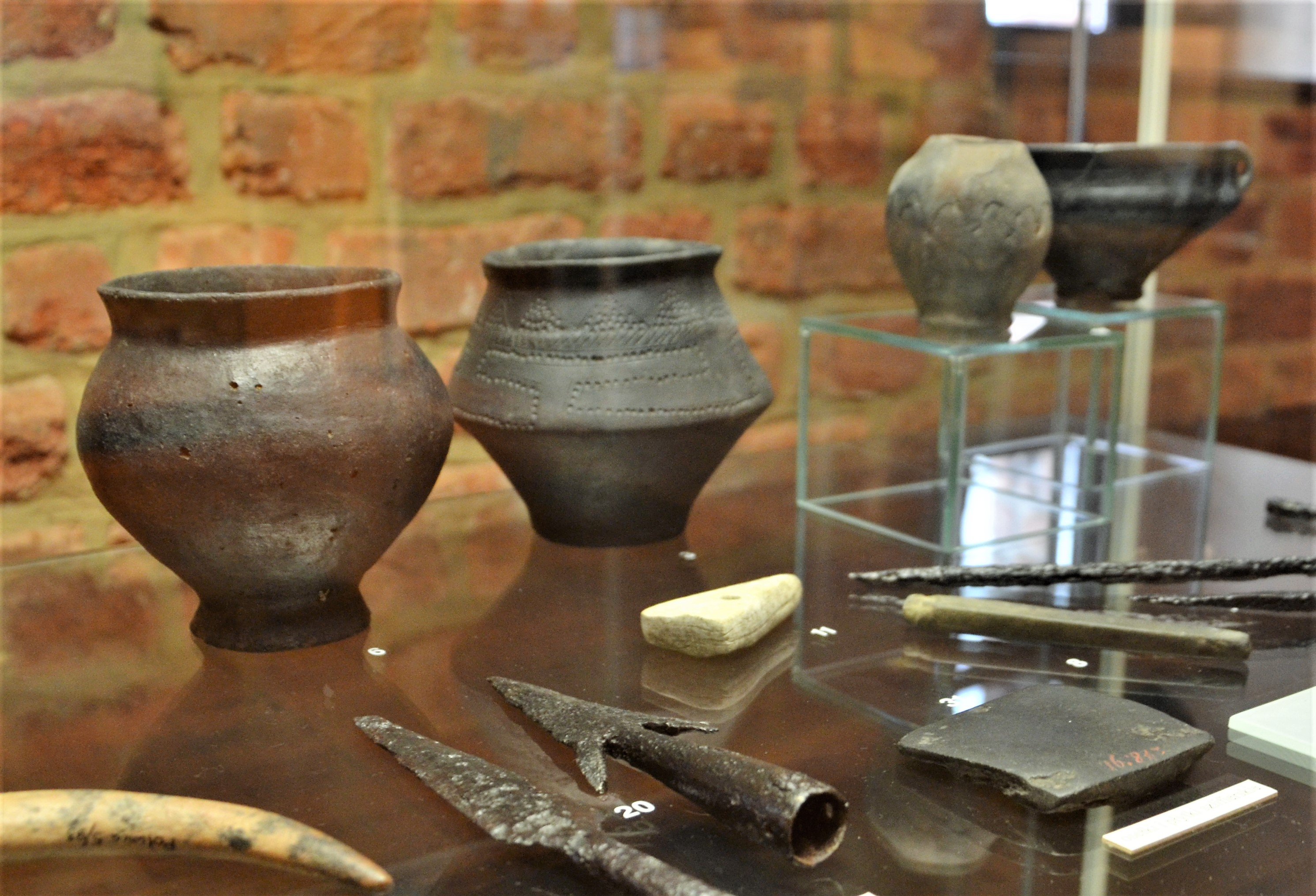
Oggetti di cultura materiale vandala dalla Slesia

Vandali erano probabilmente denominati in origine un insieme di popolazioni germaniche orientali di cui facevano parte anche i Burgundi e i Goti.  Il nome si restrinse poi a una singola gente, probabilmente a quella stessa cui Tacito dà il nome di Lugi.
(Tacito, De origine et situ Germanorum)

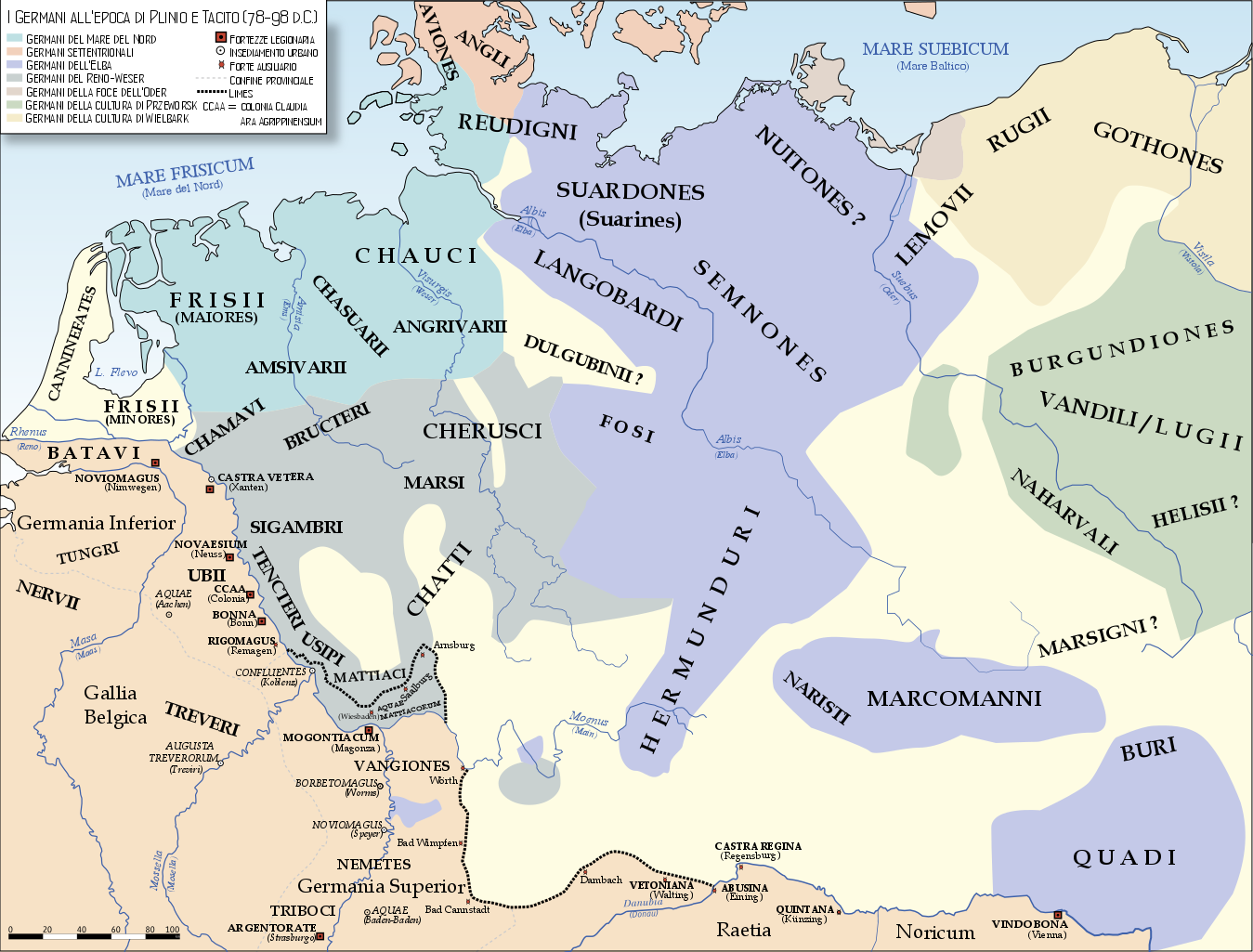
In verde lo stanziamento dei Vandali nella Polonia centro-meridionale nel I secolo d.C., territorio corrispondente alla diffusione della cultura di Przeworsk

Dopo una prima migrazione dalla Scandinavia nei territori dell'attuale Polonia settentrionale (tra le coste del Mar Baltico e la Vistola), sotto la pressione di altre tribù germaniche, si spostarono più a sud nei territori dell'attuale Slesia e Boemia, dove sono identificabili con la cultura di Przeworsk; qui furono raggiunti dai Silingi, che insieme agli Asdingi formarono il popolo storicamente noto come Vandali. 
Dopo vari spostamenti nell'Europa centro-orientale, il 31 dicembre del 406 d.C., orde di Vandali, assieme a Suebi, Alani e Visigoti, attraversarono il fiume Reno a Mogontiacum e penetrarono nell'impero romano d'Occidente. Sconfitti i Franchi, si stabilirono nella penisola Iberica. 
Nel 429 circa 80.000 Vandali si spostarono nell'Africa romana, conquistando Cartagine nel 439. Dal 2 al 16 giugno del 455 saccheggiarono Roma e, verosimilmente l'anno seguente, occuparono la Sardegna.

### La conquista

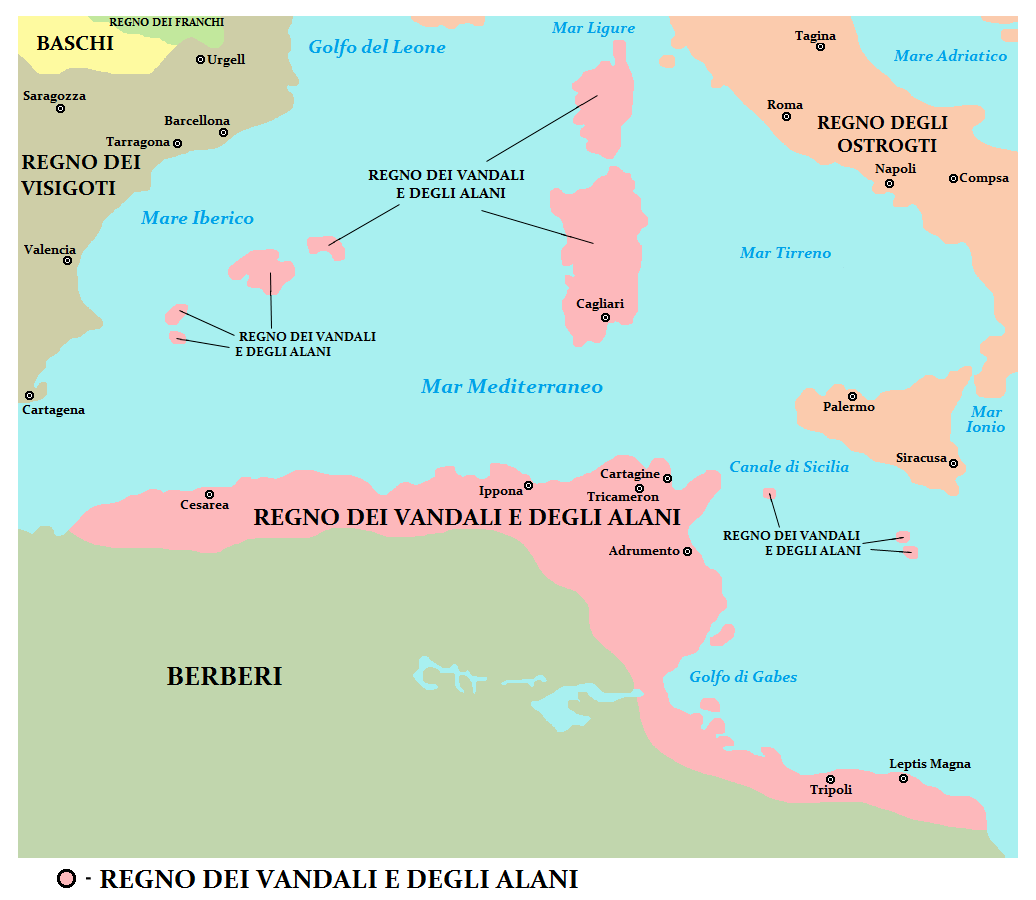
Il regno dei Vandali nel 526 d.C.

La conquista dell'ex provincia di Sardegna e Corsica da parte dei Vandali si colloca in un periodo compreso tra il 456 e il 460, anno dell'accordo tra Genserico, re dei Vandali, e l'imperatore Maggioriano. La prima occupazione, avvenuta nel 456 d.C. circa, fu un'occupazione solo parziale e limitata verosimilmente a qualche città costiera, tant'è che nel 466 il comes romano Marcellino - forse incoraggiato da papa Ilario - riuscì per un breve periodo a reimpossessarsi dell'isola. Tuttavia fra il 474 e il 482 la Sardegna ricadde sotto il dominio dei Vandali, guidati forse da Genserico o dal figlio Unerico.

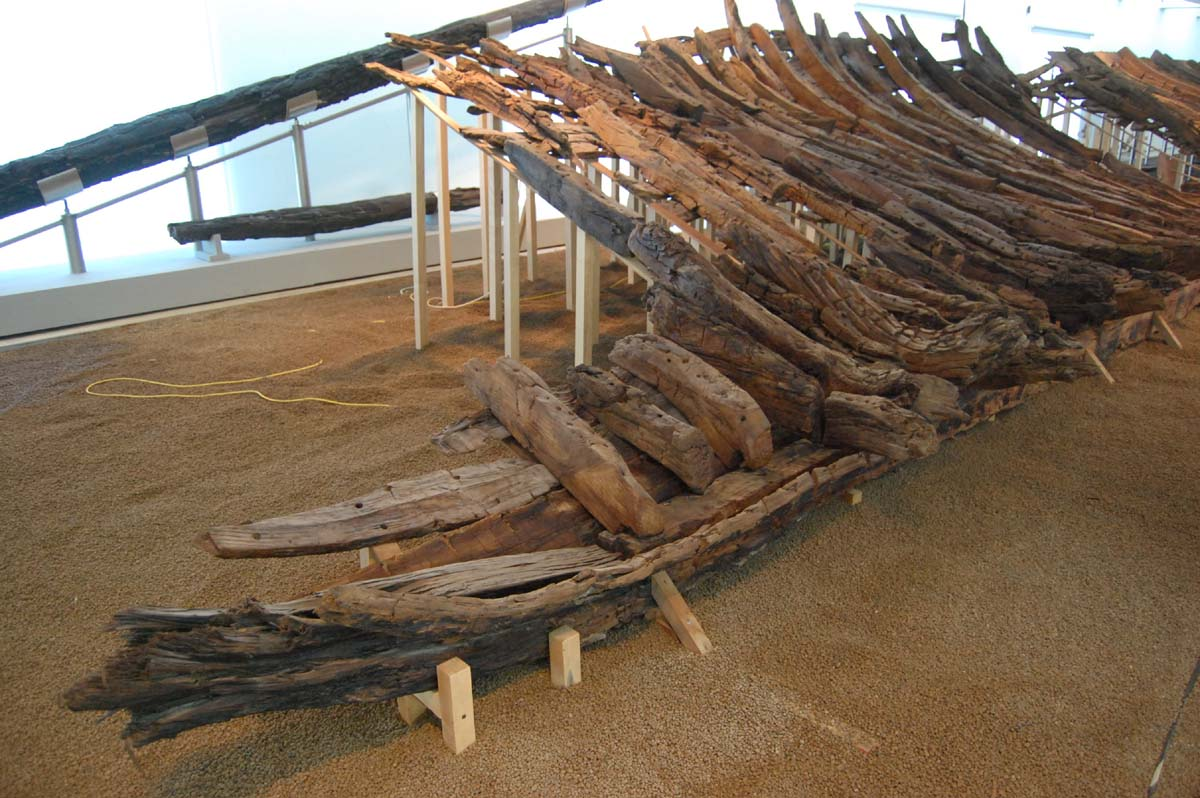
Nave romana incendiata e affondata nel porto di Olbia durante l'attacco dei Vandali

Durante queste campagne di conquista, delle quali peraltro si ignorano molti dettagli, Olbia, una delle città sarde più prospere, venne violentemente attaccata dal mare e il suo porto distrutto. In alcuni edifici della città sono stati scoperti evidenti segni di distruzione vandalica e frammenti di affreschi crollati. Interessante il ritrovamento di una punta di lancia visigota in un tubo, forse usata durante il saccheggio.
Il possesso della Sardegna garantiva ai Vandali la sicurezza sulle rotte commerciali marittime tra Africa settentrionale e il resto del Mediterraneo e l'isola stessa, limes marittimo del regno vandalo, assumeva un importante ruolo strategico.

### Amministrazione vandalica

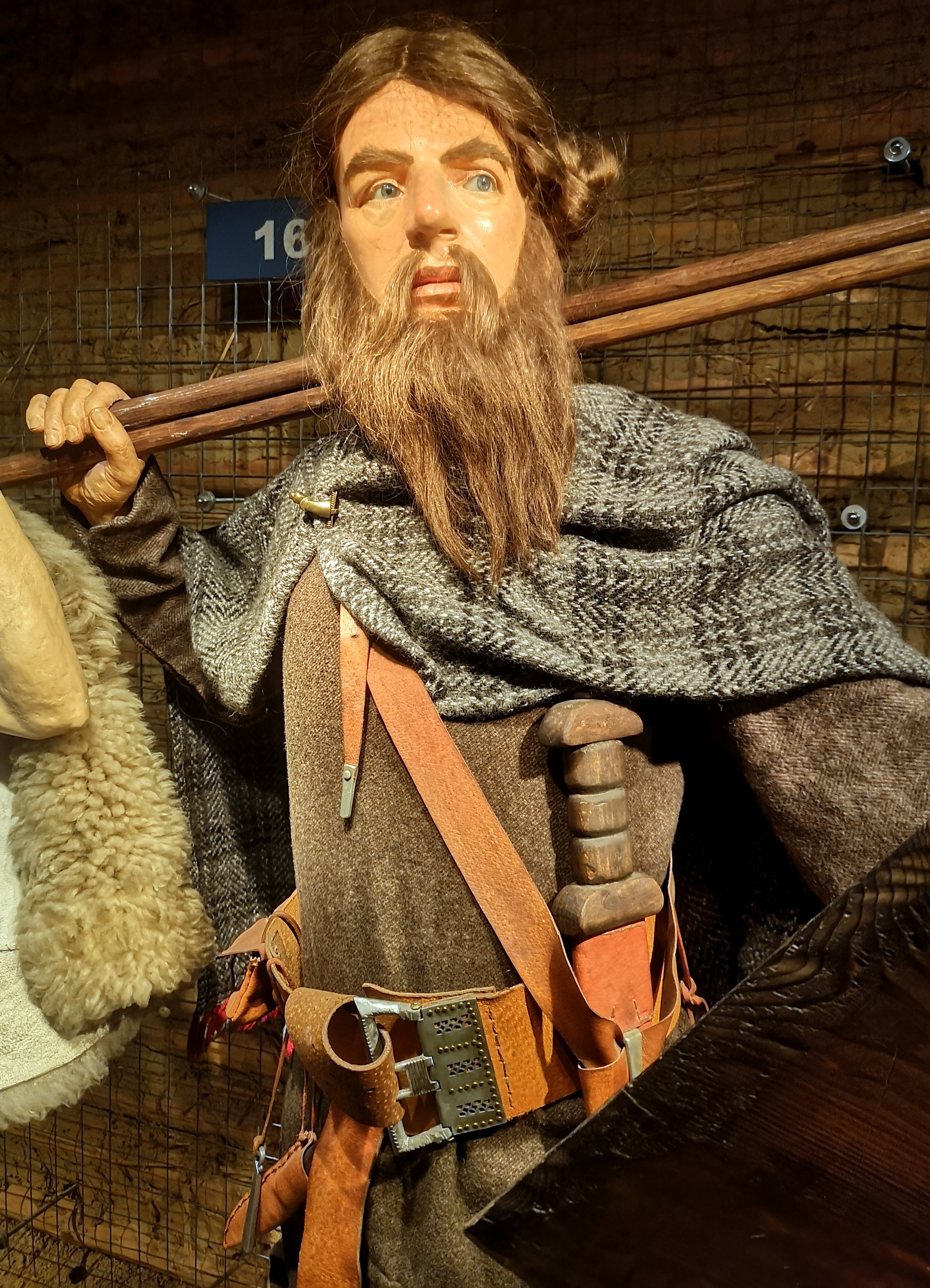
Ricostruzione di un guerriero vandalo del II secolo d.C.

Il sistema amministrativo vandalico non differiva molto da quello del periodo romano. La Sardegna era retta da un governatore detto praeses, scelto fra gli uomini di fiducia della famiglia reale vandala e residente a Caralis, che aveva sia funzioni civili che militari; egli era assistito da una moltitudine di funzionari ausiliari fra cui i procuratores (procuratori), addetti alla riscossione delle imposte in forma di tributo fisso (fòros), e i conductores (conduttori), economi dei possedimenti reali.
Il territorio isolano fu suddiviso in vari cleroi (lotti) che furono assegnati in parte alla corona e in parte ai guerrieri. I proprietari terrieri sardo-romani riuscirono in alcuni casi a conservare i propri latifondi in cambio del pagamento di tasse molto salate
Secondo Hermann Schreiber, in Sardegna e Corsica erano presenti forti contingenti vandalici con lo scopo di presidiare le due isole. L'esercito vandalico era suddiviso in milles, un contingente mutabile operante anche in Sardegna, formato presumibilmente da circa mille guerrieri, molti dei quali a cavallo, e comandati da un millenarius.
La Barbagia, il territorio montano centro-orientale dell'Isola, rimase invece un ducato semi-indipendente così come era avvenuto nel precedente periodo romano e poi anche nella prima parte di quello successivo bizantino. Sul finire della dominazione vandalica nei monti delle Barbagie o del Gerrei si rifugiarono anche quei gruppi di Mauri citati da Procopio di Cesarea, inviati sull'isola dai Vandali, che, stanziati in un primo momento in agro di Caralis, si diedero poi alla macchia nelle montagne dell'interno da dove in periodo bizantino compivano incursioni ai danni di Forum Traiani (Fordongianus). Contro di essi il generale bizantino Salomone organizzò una spedizione militare nell'inverno del 537.

### Il regno sardo di Goda

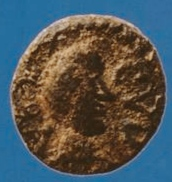
Moneta raffigurante Goda

Nel 533, forse approfittando di una notevole autonomia, Goda, governatore vandalo della Sardegna (l'unico di cui si conosca il nome) di origine gota, si autoproclamò re (rex) dell'Isola, coniando monete proprie in bronzo, tra cui una raffigurante sul dritto il suo busto e nel rovescio l'effigie del Sardus Pater. E fu così che «in Sardegna si formò per la prima volta una statualità, anche se limitata ai territori controllati dai Vandali e per pochi mesi.».
Giustiniano, Imperatore d’Oriente, forse chiamato in aiuto da Goda, decise di intervenire e inviò un esercito comandato dal Generale Belisario, coadiuvato dal duca Cirillo. Il corpo di spedizione bizantino guidato da Belisario era composto da 16.000 soldati e 600 navi e si diresse verso l'Africa mentre il duca Cirillo con alcune navi con a bordo 400 uomini si diresse in un primo tempo verso Caralis.
Intanto il re dei Vandali Gelimero, pur dovendo affrontare una rivolta in Tripolitania, mandò il fratello Tata con un grosso contingente di 120 navi e 5.000 uomini in Sardegna per soffocare la rivolta capeggiata da Goda. Tata prese velocemente Caralis (dove lasciò un piccolo contingente) giustiziò il traditore Goda e ritornò immediatamente a Cartagine, dove nel frattempo erano sbarcati i bizantini. Belisario sconfisse, il 30 agosto del 533 Gelimero ed occupò Cartagine, seguito dal duca Cirillo che non aveva più raggiunto la Sardegna. Tata e Gelimero, riunitisi con quanto restava dell'esercito, marciarono contro i Bizantini ma furono ancora sconfitti a Tricamari (a 30 km da Cartagine). Tata fu ucciso mentre Gelimero, sfuggito alla cattura, si arrese qualche mese dopo. Il duca Cirillo si recò allora a Calaris dove mostrò ai Vandali del presidio la testa mozzata di Tata, impalata su una picca. Questo gesto, secondo Procopio di Cesarea, bastò a far desistere i difensori e farli arrendere. 
Presso il sito tardo antico e altomedievale di Fusti 'e Carca, a Tertenia, è stato rinvenuto un complesso produttivo che venne incendiato durante il conflitto vandalo-bizantino.
Nel 534 in Sardegna finisce quindi l'epoca vandalica e inizia quella bizantina.

## Religione

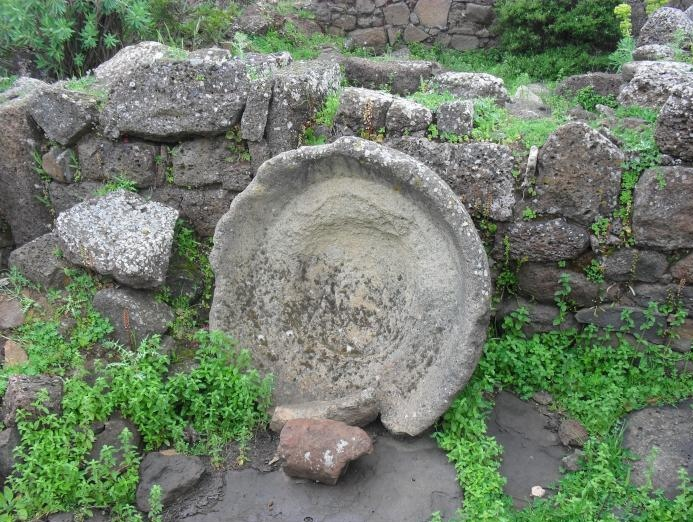
Insediamento di Bruncu Suergiu, probabile roccaforte vandala nella giara di Gesturi, Genoni

Le diocesi sarde del periodo romano di Caralis, Forum Traiani, Sulci, Turris e Sanafer (forse Cornus) rimasero operative anche sotto i Vandali. Il vescovo di Caralis, probabilmente già al tempo del concilio di Cartagine del 484, aveva autorità di metropolita sulle restanti diocesi sarde e delle isole Baleari.
La chiesa sarda non fu perseguitata e non venne costretta all'Arianesimo mentre furono puniti con il confino nell'isola i vescovi cattolici africani nei momenti di più dura contrapposizione tra gli stessi cattolici e i Vandali, di religione ariana. Questo fatto ebbe per la Sardegna conseguenze perfino positive, perché gli esuli ne arricchirono, durante la loro presenza, la vita culturale e religiosa (importazione del monachesimo). Fra i vescovi deportati sull'isola dai Vandali si possono ricordare il vescovo di Cartagine Fulgenzio (in seguito San Fulgenzio), e Feliciano, vescovo di Ippona, che portò con sé le reliquie di Sant'Agostino (oggi conservate a Pavia). Fu in questo periodo che due Sardi ascesero al soglio pontificio: Papa Ilario e Papa Simmaco.

## Cultura

### Architettura funeraria

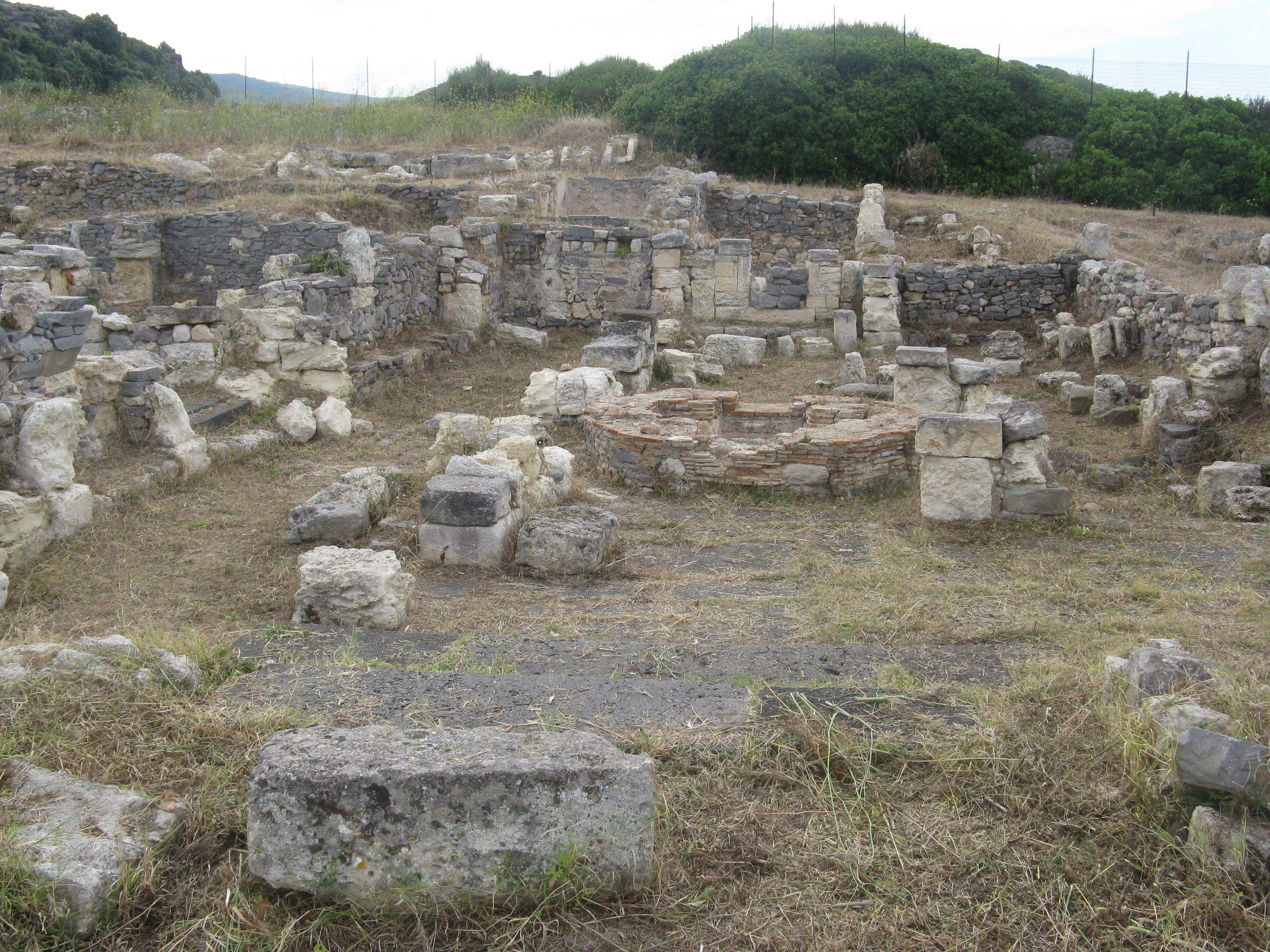
Rovine dell'area paleocristiana di Cornus

Il loro passaggio è documentato dalla presenza di alcune necropoli e sepolture singole riportate alla luce in diverse località isolane. Le testimonianze più significative provengono dalla necropoli di Cornus-Columbaris, composta da 22 tombe che hanno restituito una abbondante quantità di reperti di matrice mista germanica-africana. Apparterebbero all'età vandalica anche l'area di Sant'Imbenia presso Alghero, la sepoltura in località Spina Santa nelle vicinanze di Sassari e la tomba scoperta a Sant'Antioco nella quale era sepolto un uomo assieme al proprio cavallo.
Lo storico Alberto Boscolo attribuiva ai Vandali le tombe con volta a botte scoperte in diverse località isolane e principalmente nel sud Sardegna. Lo studioso le identificava come tombe elitarie germaniche tuttavia secondo altri studiosi sarebbero invece da collocare cronologicamente nel periodo bizantino. Recentemente è stata rinvenuta una di queste necropoli in ottimo stato di conservazione nei pressi di Samassi, nel colle sul quale è situata l'attuale chiesa di San Geminiano. La necropoli è costituita da alcune tombe a camera realizzate con blocchi trachitici squadrati di notevoli dimensioni con volta a botte, chiusa centralmente con lastra a chiave di volta.

### Vestiario

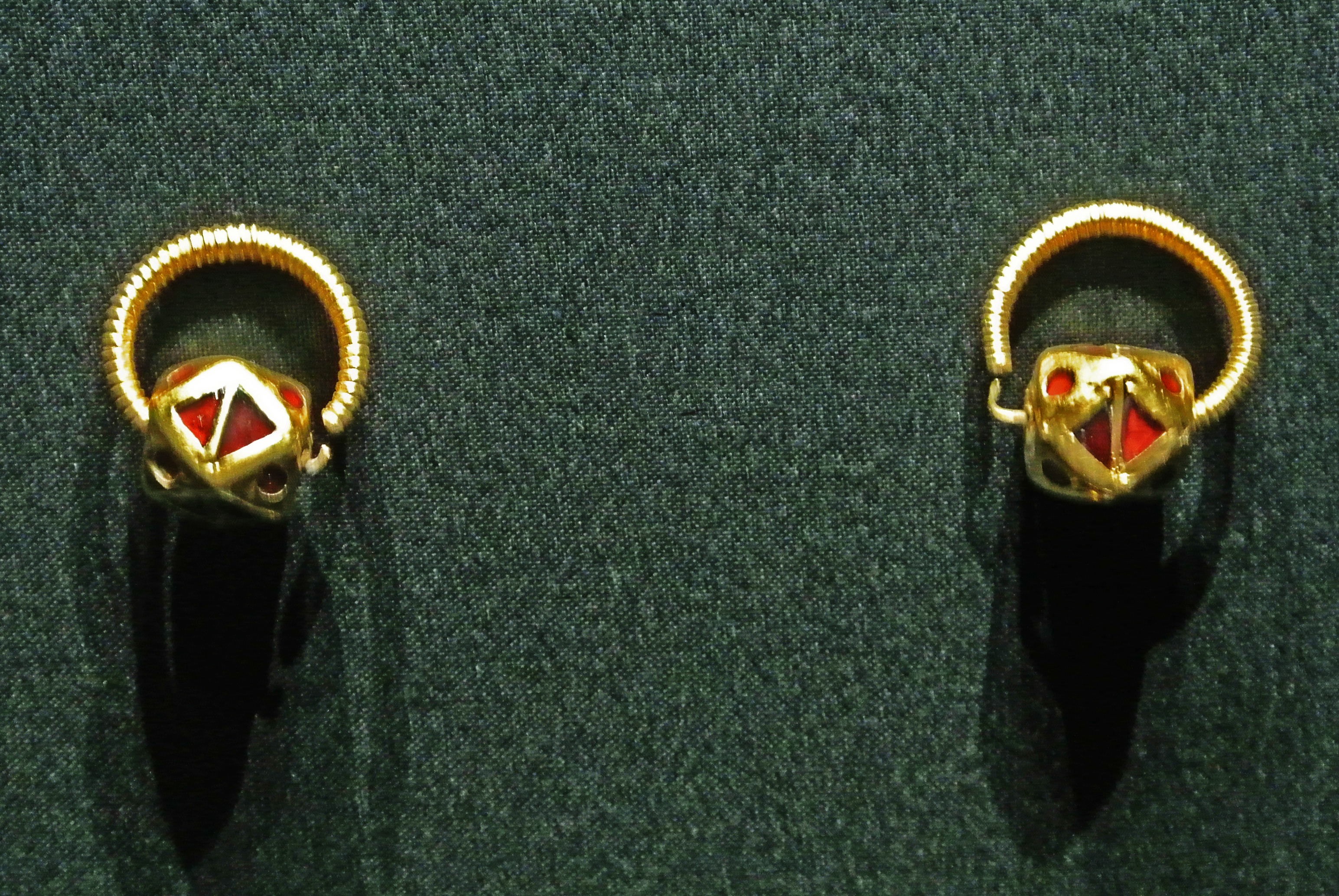
Un esempio di orecchini a poliedro dall'Ungheria (Óbuda)

In età vandalica vennero introdotte alcune innovazioni sull'isola per quanto concerne il vestiario come gli ornamenti in metallo quali fibule e fibbie e i monili come gli orecchini a poliedro, originari dell'area germanica.

### Lingua
Non ci sono evidenze di un superstrato vandalo nel sardo (eccetto la parola màrtsu, màrtsiu, màrèu, mràèu, ossia martora, nei dialetti del Sulcis, secondo Max Leopold Wagner), tuttavia alcune influenze della lingua romanza d'Africa potrebbero risalire a questa fase storica coma la i prostetica  in parole come iscola (scuola dal latino schola).

#### Antroponimi
L'insediamento di genti di origine germanica in Sardegna è testimoniato da alcuni antroponimi come Othila, possessore di un latifondo presso Fiume Santo, Iesumundus, bambino di nove anni sepolto a Cagliari agli inizi del VI secolo d.C.,  Patriga, giovane nobildonna sepolta in una tomba alla cappuccina presso Cornus-Columbaris, e Waldaric, di cui si ha notizia in una lettera indirizzata a papa Gregorio Magno a cui chiedeva di intercedere presso il Dux bizantino affinché potesse tornare sull'isola dalla moglie.
In età bizantina il minoritario elemento germanico appare pienamente integrato con il sostrato locale.

## Commercio

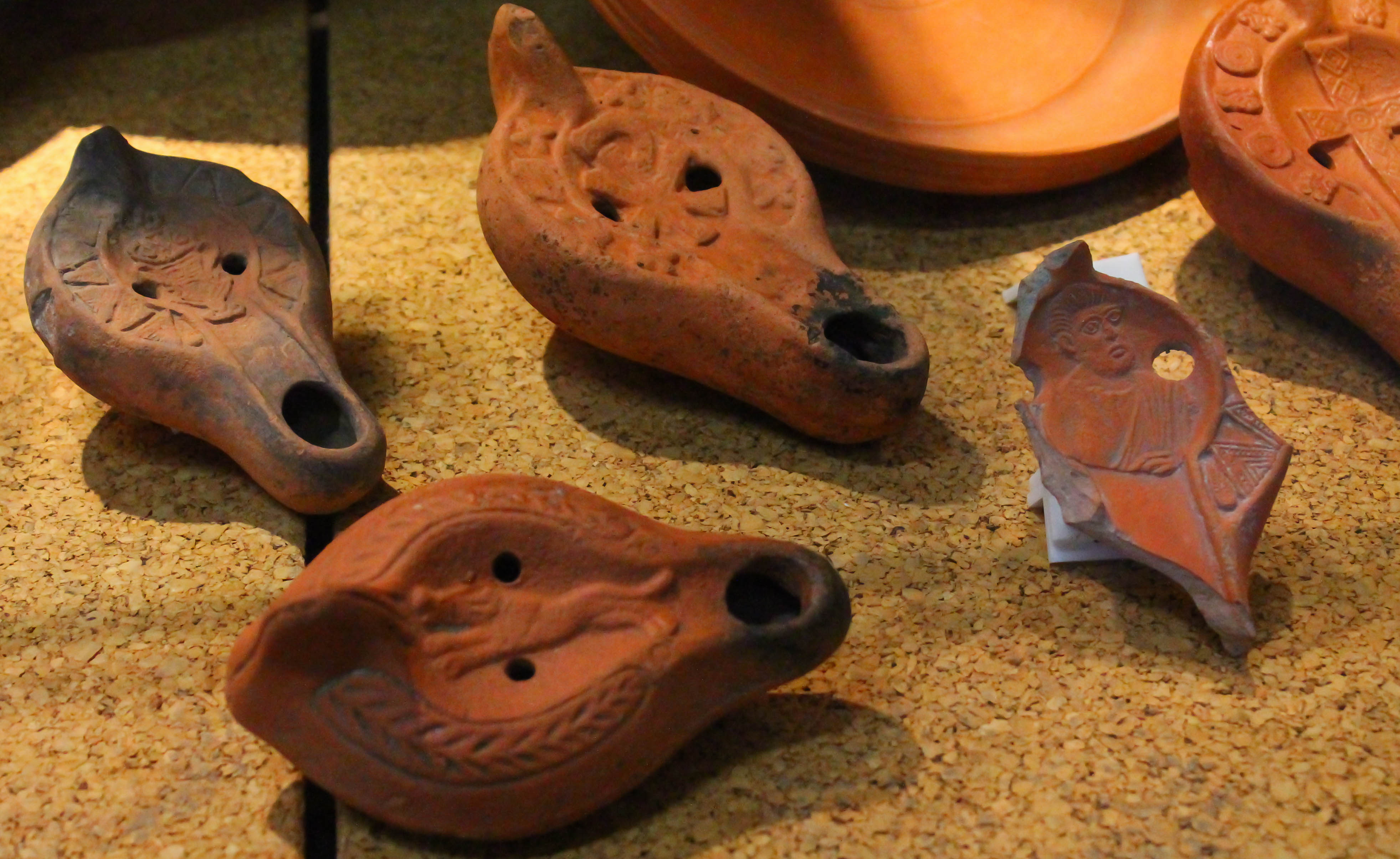
Lucerne di età vandalica con simboli cristiani, Museo archeologico nazionale di Cagliari

Durante il dominio dei Vandali la Sardegna commerciava con gli altri territori del regno, con cui si instaurarono anche rapporti di tipo culturale. In questa fase si ebbe una ripresa dell'importazione, tra gli altri beni, di ceramica sigillata africana, rinvenuta in diversi siti isolani.
La caduta del regno vandalo in Africa intorno al 534 d.C. determinò il progressivo calo delle esportazioni dei prodotti africani e importanti conseguenze a livello politico.

## Cronologia dell'età vandalica

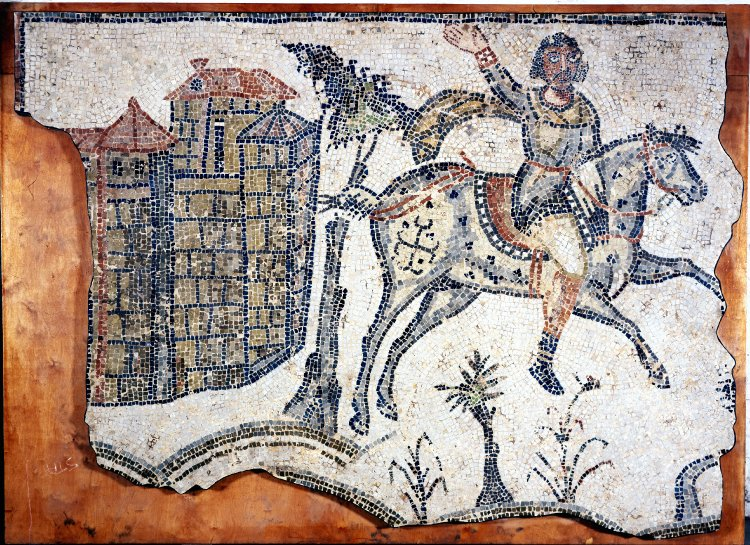
Cavaliere vandalo, mosaico da Bordj-Djedid

- 456-466 Si congettura che in questi anni sia avvenuta una prima occupazione della Sardegna da parte dei Vandali, ma non ci sono notizie sicure.
- 461-468 È Papa il sardo Ilario.
- 468 I Vandali sono sconfitti da una flotta romana guidata da Marcellino.
- 476 Trattato col quale gli Imperatori d'Oriente e d'Occidente riconoscono il possesso dell'isola da parte dei Vandali.
- 498-514 È Papa il sardo Simmaco.
- 507 Giungono in Sardegna gli ecclesiastici africani esiliati dal re vandalo Trasamondo, forse in numero di centoventi. Tra loro i vescovi Feliciano e Fulgenzio. Quest'ultimo – uno dei maggiori intellettuali dell'epoca, giunto all'episcopato da esperienze monastiche – fonda presso Cagliari il primo monastero di cui abbiamo notizia in Sardegna. Gli ecclesiastici africani rimarranno in Sardegna fino alla morte di Trasamondo (523).
- 533 L'Imperatore bizantino Giustiniano I inizia la sua politica di riconquista inviando in Africa un esercito, comandato da Belisario, per abbattere il regno dei Vandali.
- 534 Il duca bizantino Cirillo ottiene la resa dei Vandali di Sardegna.